# Aeronca C-1 Cadet
El Aeronca C-1 Cadet fue un monoplano de ala alta estadounidense, fabricado como una versión mejorada del Aeronca C-2, en los años 30 del siglo XX.

## Desarrollo
Si bien el Aeronca C-2 logró ser un éxito de Aeronca Aircraft, era necesario un modelo con nuevas mejoras.
El C-1 era un monoplano de alta arriostrada por cables con tren de aterrizaje fijo de esquí de cola. Respecto al diseño del C-2, se decidió fortalecer el fuselaje, acortar la envergadura alar e implementar el modelo con un motor bóxer de dos cilindros Aeronca E-113 con 36 hp (27 kW). Del programa se produjeron solamente tres ejemplares de preserie, el primero (NC11290) resultó destruido al estrellarse durante una demostración, falleciendo su piloto y ejecutivo de Aeronca Aircraft Conrad Dietz, el segundo (NC11417) fue convertido al estándar C-2N y el tercero fue desguazado.

## Especificaciones
Referencia datos: aerofiles.com

### Características generales
- Tripulación: 1
- Longitud: 6,1 m (20 ft)
- Envergadura: 8,8 m (29 ft)
- Peso vacío: 193 kg (425,4 lb)
- Peso útil: 124,3 kg (273,9 lb)
- Peso máximo al despegue: 318 kg (700,9 lb)
- Planta motriz: 1× motor boxer Aeronca E-113.
  - Potencia: 27 kW (37 HP; 37 CV)

### Rendimiento
- Velocidad máxima operativa (Vno): 153 km/h (95 MPH; 83 kt)
- Velocidad crucero (Vc): 129 km/h (80 MPH; 70 kt)
- Velocidad de entrada en pérdida (Vs): 56,3 km/h (35 MPH; 30 kt)
- Alcance: 386 km (209 nmi; 240 mi)
- Techo de vuelo: 3810 m (12 500 ft)

### Desarrollos relacionados
- Aeronca C-2